# Luarsab II de Kartli
Luarsab II de Kartli (en georgiano: ლუარსაბ II) fue rey de Kartli del 1605 al 1615. Nació en 1595 y era el hijo mayor de Jorge X de Kartlia. 
Shah Abbas le confirmó y le coronó en persona en 1606 en Tiflis. 
En 1609 se presentó un ejército turco en Trialetia que intentó pasar a Shida Kartli, donde estaba el rey Luarsab (el castillo de Tsjireti), pero engañados por el monje Thevdoré, el rey y su jefe militar Guiorgui Saakadze los cogió por sorpresa y los derrotaron en Kvichjethia-Tachiskari. Guiorgui recibió altas distinciones como Muravi (prefecto) de Tiflis y Dvalethia, y fue llamado "el gran muravi". Pero denunciado por enemigos políticos tuvo que huir a Persia.
En 1613, acusó al rey de deslealtad, el sah envió un ejército. En 1614 Luarsab huyó a Imeretia pero fue hecho prisionero a traición unos meses después y el príncipe musulmán Bagrat subió al trono, con Guiorgui Saakadze como consejero.
Luarsab fue enviado prisionero a Astarabad. Rehusó convertirse al islam y fue trasladado a la fortaleza de Shiraz. Se casó con Makrina, hija de Kioko Saakadze, gobernador de Tiflis y luego con la hija del mthavari de Mingrelia.
Fue asesinado en Shiraz el 21 de junio (según el calendario juliano; corresponde al 4 de julio del calendario gregoriano) de 1622. Es considerado santo mártir por la Iglesia Ortodoxa de Georgia.
- Datos: Q950796
- Multimedia: Luarsab II of Kartli / Q950796